# み
み、ミは、日本語の音節のひとつであり、仮名のひとつである。1モーラを形成する。五十音図において第7行第2段（ま行い段）に位置する。

## 概要

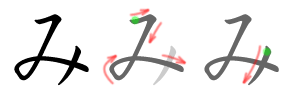
「み」の筆順

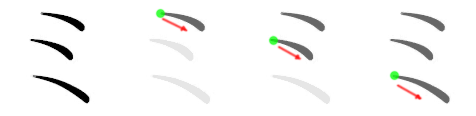
「ミ」の筆順

- 現代標準語の音韻: 1子音と1母音から成る音 /mi/。両唇を閉じて鼻から声を出す有声子音/m/（両唇鼻音）といから成る音。
- 五十音順: 第32位。
- いろは順: 第41位。「め」の次、「し」の前。
- 平仮名「み」の字形: 一般的には「美」の草体と言われるが、「美」の異体字である「𫟈」の草体からきており、その最終画が「み」の2画目の払いとなっている。
- 片仮名「ミ」の字形: 「三」による
- ローマ字: mi
- 点字:
- 通話表: 「三笠のミ」
- モールス信号: ・・－・－
- 手旗信号：6→1

- 発音: み[ヘルプ/ファイル]

## み に関わる諸事項
- や行の文字を後続させて、開拗音を構成する。このとき、後続するや行の文字は一般に小さく書く。
- 音階で「ミ」(記号E)は「レ」(D)と「ファ」(F)のあいだの音を示す。
- 宮城県旗と三重県旗は平仮名の「み」を図案化したもの、また、宮崎県旗は片仮名の「ミ」を図案化したものである。
- オリヴィエ・メシアンの夫クレール・デルボスからの愛称、「ミ」(Mi)
- 若者言葉で、形容詞の名詞語尾である「-さ」を「-み」で代用することがある（ 「やばみ」「つらみ」 など）[1][2]。
- 古代日本の尊称、ミ（彌、見、美、海、看）。「ミミおよびミ」参照。
- 日本の古地名では「ん」で終わる漢字が「み」で終わるものがある。印南郡、美談駅などである。
- きゃりーぱみゅぱみゅの楽曲（アルバム「なんだこれくしょん」に収録。江崎グリコ「アイスの実」CMソング）